# John Moore
John Moore (Glasgow, 13 novembre 1761 – La Coruña, 16 gennaio 1809) è stato un generale britannico.

## Biografia
Nacque a Glasgow, figlio di John Moore, medico e scrittore. Studiò presso la Glasgow High School ed all'età di undici anni fece con il padre e il duca di Hamilton, il suo Grand Tour in Europa visitando Francia, Italia e Germania, nel corso del quale fu inserito un soggiorno di due anni a Ginevra, dove John continuò i suoi studi.
Nel 1776 si arruolò nell'esercito britannico nel 51° Foot con sede a Minorca. La sua prima campagna di guerra fu nel corso della guerra d'indipendenza americana come luogotenente sotto il comando del duca di Hamilton. Nel 1783 ritornò in Gran Bretagna e nel 1784 venne eletto al Parlamento britannico come membro per il territorio di Lanark, Selkirk, Peebles e Linlithgow, seggio che mantenne fino al 1790.
Nel 1787 divenne maggiore e passò per breve tempo al 60° prima di tornare al 51°. Nel 1791, la sua unità venne assegnata al Mediterraneo ed egli fu coinvolto nelle campagne in Corsica e fu ferito a Calvi. Venne promosso colonnello e divenne aiutante generale di Sir Charles Stuart. Attriti fra Moore e il nuovo viceré di Corsica diedero luogo al suo richiamo e all'invio nelle Indie sotto sir Ralph Abercromby.
Nel 1798 venne nominato maggiore generale e fu destinato alla repressione della Rivolta irlandese del 1798. Il suo intervento personale nella battaglia di Foulksmills (20 giugno) consentì di riguadagnare il controllo della città di Wexford, prevenendone il saccheggio. Anche se la ribellione venne schiacciata con la massima severità, Moore dimostrò la sua grande umanità rifiutandosi di perpetrare atrocità.
Nel 1799 comandò una brigata nella spedizione a Egmont-op-Zee, ma il suo esercito fu sconfitto in maniera decisiva ed egli stesso rimase gravemente ferito. Egli riprese poi il comando del 52º reggimento durante la campagna d'Egitto.
Ritornò in Inghilterra nel 1803, per comandare una brigata a Shorncliffe nel Kent vicino a Folkestone, dove sperimentò un innovativo regime di addestramento che diede vita al primo reggimento britannico di fanteria leggera. Egli aveva una reputazione di comandante umano, capace e formatore di soldati. Si dice che quando dovevano essere costruiti nuovi accasermamenti e gli architetti gli chiedevano dove dovessero essere costruite le strade, egli rispondeva di attendere alcuni mesi per vedere dove passavano i soldati e quindi costruirle sul tracciato da essi utilizzato.
Quando fu chiaro che Napoleone stava organizzando l'invasione della Gran Bretagna, Moore venne messo in carico alle truppe destinate alla difesa costiera fra Dover e Dungeness.

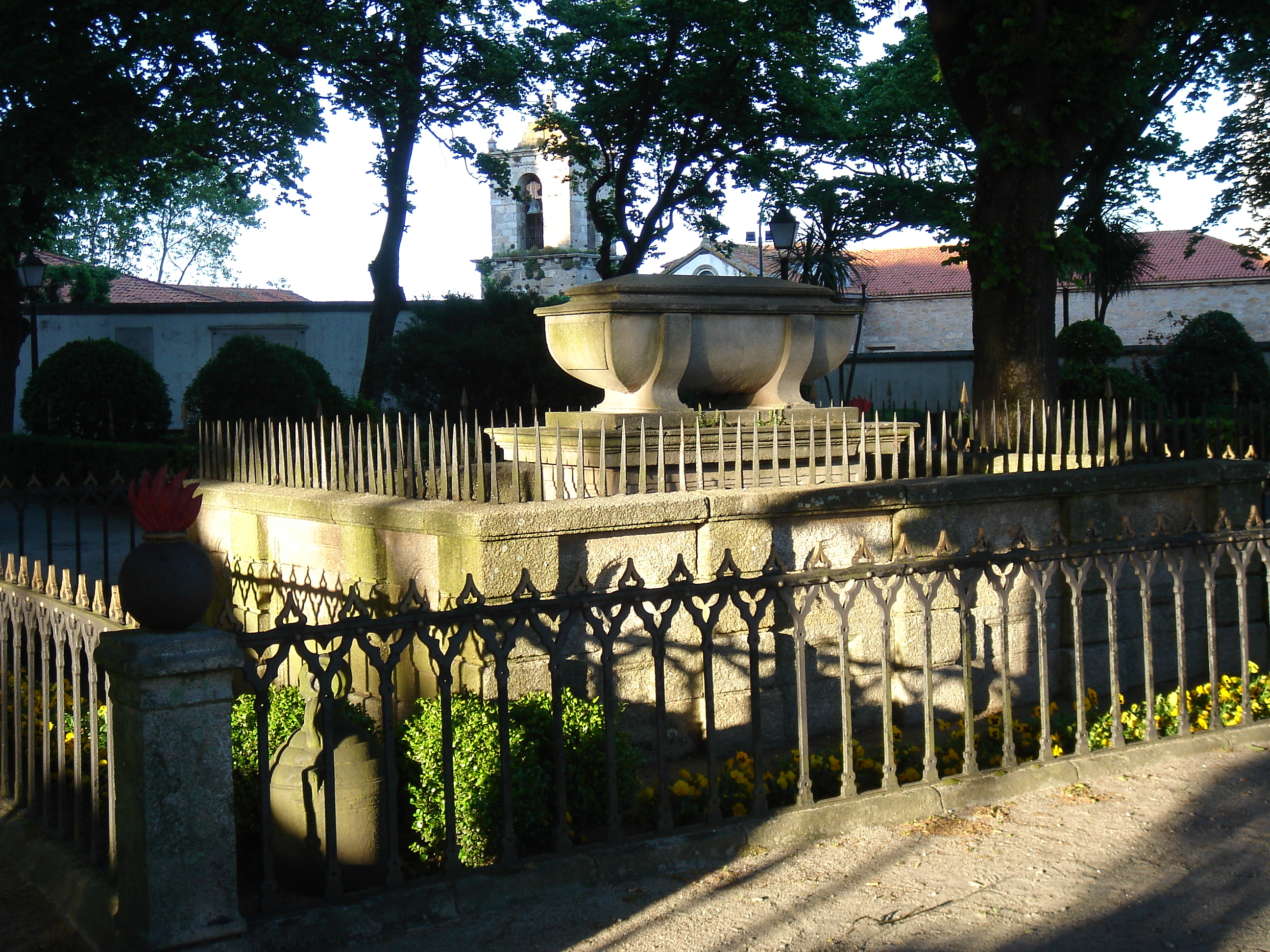
La tomba di Moore nel San Carlos Garden a La Coruña

Moore prese il comando delle forze britanniche nella penisola iberica a seguito del richiamo dei generali Burrard, Dalrymple e Wellesley che parteciparono alla Convenzione di Sintra. Quando Napoleone arrivò in Spagna con 200.000 uomini, Moore, informato dell'ennesima rivolta di Madrid e dell'arrivo delle truppe del generale spagnolo La Romana (circa 15.000 uomini ben addestrati), invertì la marcia e si diresse verso le posizioni isolate del generale Soult, allo scopo di sconvolgere i piani di Napoleone e ritardare le operazioni francesi previste nel sud della Spagna e in Portogallo. Sorprese così due reggimenti di Soult a Sahagun, mettendoli in rotta. Informato di quanto successo a Sahagun, Napoleone sospese i previsti movimenti di truppe destinate a Siviglia e le mise a caccia di Moore, dei cui movimenti (e della consistenza di truppe) poco sapeva, anticipato dalla divisione del generale Dumas che da Burgos si era già mosso. Raggiunto il suo scopo e sapendo di non poter affrontare i francesi che gli davano la caccia, per la sua manifesta inferiorità numerica, Moore si diresse verso La Coruña ove sperava di reimbarcare su navi inglesi il suo piccolo esercito. Sfuggì così ai francesi fino a Benavente, dove riuscì a sconfiggere i reparti della Guardia imperiale e a catturare il loro comandante, generale Lefebvre-Desnouettes, che l'avevano sorpreso. Giunto a La Coruña il giorno 11 gennaio 1809, dovette attendere il 14 per veder giungere le imbarcazioni che avrebbero portato in salvo il suo esercito. Moore stabilì una posizione difensiva sulle colline fuori della città e fu attaccato il giorno dopo dalle truppe di Soult, quando già buona parte degli uomini si era imbarcata. Moore resistette agli attacchi francesi riuscendo a infliggere al nemico perdite di oltre un migliaio di uomini. L'imbarco era quasi al termine quando Moore fu colpito da una palla di cannone. Morto dopo lunghe ore di agonia, venne seppellito nei bastioni della città; il suo funerale fu celebrato da Charles Wolfe in un poema molto conosciuto, La sepoltura del signor John Moore a Coruna.
Nella sua città natale di Glasgow, egli è commemorato da una statua sita in George Square, e in Inghilterra da un monumento nella St Paul's Cathedral e una statua equestre a Shorncliffe nel Kent. Risultano intitolate al suo nome la High School di Glasgow e la Queen Victoria School di Dunblane.